# Жержул
Жержул — посёлок в Манском районе Красноярского края. Входит в состав Унгутского сельсовета.

## География
Посёлок находится недалеко от устья реки Жержул при впадении в Ману, на расстоянии примерно 44 км (по прямой) к юго-западу от села Шалинское, административного центра района.

### Климат
Климат резко континентальный с холодной, продолжительной зимой и коротким жарким летом. Средние температуры июля и августа не опускаются ниже 17,6 °С. Периоды с температурой выше 0 и 10 °С имеют продолжительность, соответственно 183 и 103 дня. Длительность безморозного периода не превышает 83 дня. Относительная влажность воздуха довольно высокая. Средняя температура января –18,2 °С, июля +19,1 °С. Абсолютный минимум температур – 53 °С, максимум +36 °С. Среднее количество осадков, выпадающих с ноября по март – 85 мм, с апреля по октябрь – 369 мм. Появление устойчивого снежного покрова приходится на октябрь - ноябрь. Средняя дата образования устойчивого снежного покрова 2 ноября. Средняя высота снежного покрова за зиму 29 см.

## Население
| 2010 |
| ---- |
| 203  |

### Национальный состав
Согласно результатам переписи 2002 года, в национальной структуре населения русские составляли 87 % из 329 чел.